# Bârlogu (okręg Ardżesz)
Bârlogu – wieś w Rumunii, w okręgu Ardżesz, w gminie Negrași. W 2011 roku liczyła 948 mieszkańców.